# ألفونس دوديه

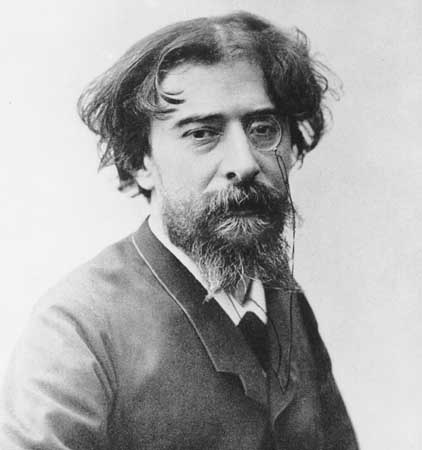
ألفونس دوديه

ألفونْسْ دوديه (Alphonse Daudet) عاش (نِيمْ 1840- باريس 1897 م) هو كاتب فرنسي. ارتبط بالمدرسة الطبيعية، وامتزجت في أعماله اللوحات الواقعية للحياة اليومية بالخيال. ألف العديد من الروايات (الشيء الصغير، 1868 م ؛ تارتاران من كاركاسون، 1872 م؛ سافو، 1884 م) بالإضافة إلى قصص طويلة وأخرى قصيرة (رسائل من طاحونتي  1866، 1867 م؛ قصص الاثنين، 1873 م).(الرجل ذو العقل الذهبي)

## روابط خارجية
- ألفونس دوديه على موقع IMDb (الإنجليزية)
- ألفونس دوديه على موقع الموسوعة البريطانية (الإنجليزية)
- ألفونس دوديه على موقع قاعدة بيانات الأفلام العربية
- ألفونس دوديه على موقع ألو سيني (الفرنسية)
- ألفونس دوديه على موقع ميوزك برينز (الإنجليزية)
- ألفونس دوديه على موقع أول موفي (الإنجليزية)
- ألفونس دوديه على موقع قاعدة بيانات برودواي على الإنترنت (الإنجليزية)
- ألفونس دوديه على موقع قاعدة بيانات الأفلام السويدية (السويدية)
- ألفونس دوديه على موقع إن إن دي بي (الإنجليزية)
- ألفونس دوديه على موقع ديسكوغز (الإنجليزية)